# 細川持之
細川持之（日语：／ Hosokawa Mochiyuki，1400年—1442年9月8日、應永七年－嘉吉二年八月四日），日本室町時代武將、守護大名，曾任室町幕府第14代管領，並擔任攝津、丹波、讚岐和土佐守護，亦是細川京兆家第10代當主。
持之為細川滿元之次子，其兄為細川持元，其弟為細川持賢。正室為京極高光之女，其子有細川勝元及細川成賢 。

## 生平
持之自幼出身名門，幼名九郎。其父滿元曾任室町幕府第11代管領，亦是細川氏嫡流京兆家第8代當主。九郎於元服之際，受第4代將軍足利義持賜予偏諱，改名「持之」。
永享元年（1429年）七月，其兄持元去世，持之繼承家督之位。
永享四年（1432年），持之接替斯波義淳出任幕府管領，輔佐第6代將軍足利義教，並在關東地方所發生的永享之亂、結城合戰等事件中扮演關鍵角色。
嘉吉元年（1441年），持之在自邸設宴，邀請義教共襄慶祝結城合戰的勝利:209。然而，在六月廿四日，赤松滿祐卻於宴席中行刺義教，史稱「嘉吉之亂」。持之雖身在現場，但僥倖逃過一劫，並在事變後，立刻前往朝廷報告此一異變:220。隨後，當赤松家派使者聲稱願意歸還義教的首級時，持之將該使者斬殺，表明與其敵對的立場。
翌日（六月廿五日），持之召集幕府重臣舉行評定會議，擁立年僅8歲的義教嫡子－足利義勝為幕府第7代將軍，同時號召留守京城的諸將領商討討伐赤松氏的對策。只是，討伐行動進展遲緩。
此外在七月六日，於等持院舉行的義教葬禮中，也僅有持之一人出席，場面極為冷清（據《建內記》記載）:222。期間滿祐甚至還向持之送來挑戰書:222。
作為管領卻在將軍遭刺殺時既未應戰又率先逃脫，持之的懦弱行為遭人嘲笑，甚至流傳著其與滿祐暗中勾結之謠言:221-222。但也有觀點認為，幕府反應遲鈍的背後，其實是持之有意使局勢朝有利於赤松氏的方向發展。
七月廿六日，持之為討伐滿祐，正式向朝廷奏請頒布治罰綸旨。然而，關於滿祐弒殺義教一事，朝中輿論呈現兩極。雖然行為悖逆，但滿祐終結了義教長年以來的恐怖政治，使不少公卿對其抱持同情之意，致使綸旨遲遲未能發出:232。
為打破僵局，持之援引永享之亂時討伐鎌倉公方足利持氏的先例，進一步向朝廷懇切陳情:232。儘管朝中仍有聲音主張赤松氏乃將軍家的家臣，討伐其人無需仰賴綸旨，甚至有人明言不應討伐滿祐，但後花園天皇態度積極，甚至親自潤飾綸旨內容。
八月一日，討伐綸旨正式下達，並透過正親町三條實雅轉交予公人奉行飯尾為種執行:232。
接著，以山名宗全及其一族的細川持常為主力大軍，被持之派往進攻播磨等赤松的領國，並動員了西國大名參戰。至九月，赤松家被滅。此後，持之代替年幼的義勝主導幕政。
嘉吉二年（1442年）六月廿四日，持之辭去管領職位，剃髮出家，法號「常喜」。該職由畠山持國接任，並由其繼續主黨幕政。
同年（1442年）八月四日，持之去世，享年43歲。家督由嫡子勝元繼承，但因勝元尚年幼，由其叔父持賢擔任後見人 。

## 領受其偏諱的人物
- 津野之高－土佐國豪族津野氏（日语：津野氏）當主（後來津野氏成為土佐七雄之一）。

## 出處
1. 1 2  故実叢書 尊卑分脈（1899-1906）P.56-57
2. 1 2 3  高槻市史 第1卷（1977）P.580
3. 1 2 3 4 5 6 7 8  高坂好. . 吉川弘文館〈人物叢書〉. 1970.
4. 1 2  櫻井英治（2009）P.175
5. ↑  由於持之與滿祐關係良好，因此《建內記》認為，滿祐暗殺義教之計劃，是持之在知情之下默許進行的
6. ↑  櫻井英治（2009）P.175-176
7. ↑  山本雅和（2014）
8. ↑  小林輝久彥（2017）P.177